# خوانيتا بريكينريدغ بيتس
خوانيتا بريكينريدغ بيتس (بالإنجليزية: Juanita Breckenridge Bates)‏ هي كاهنة وسفرجات أمريكية، ولدت في 31 ديسمبر 1860، وتوفيت في 11 يونيو 1946.